# Ảo thuật gia

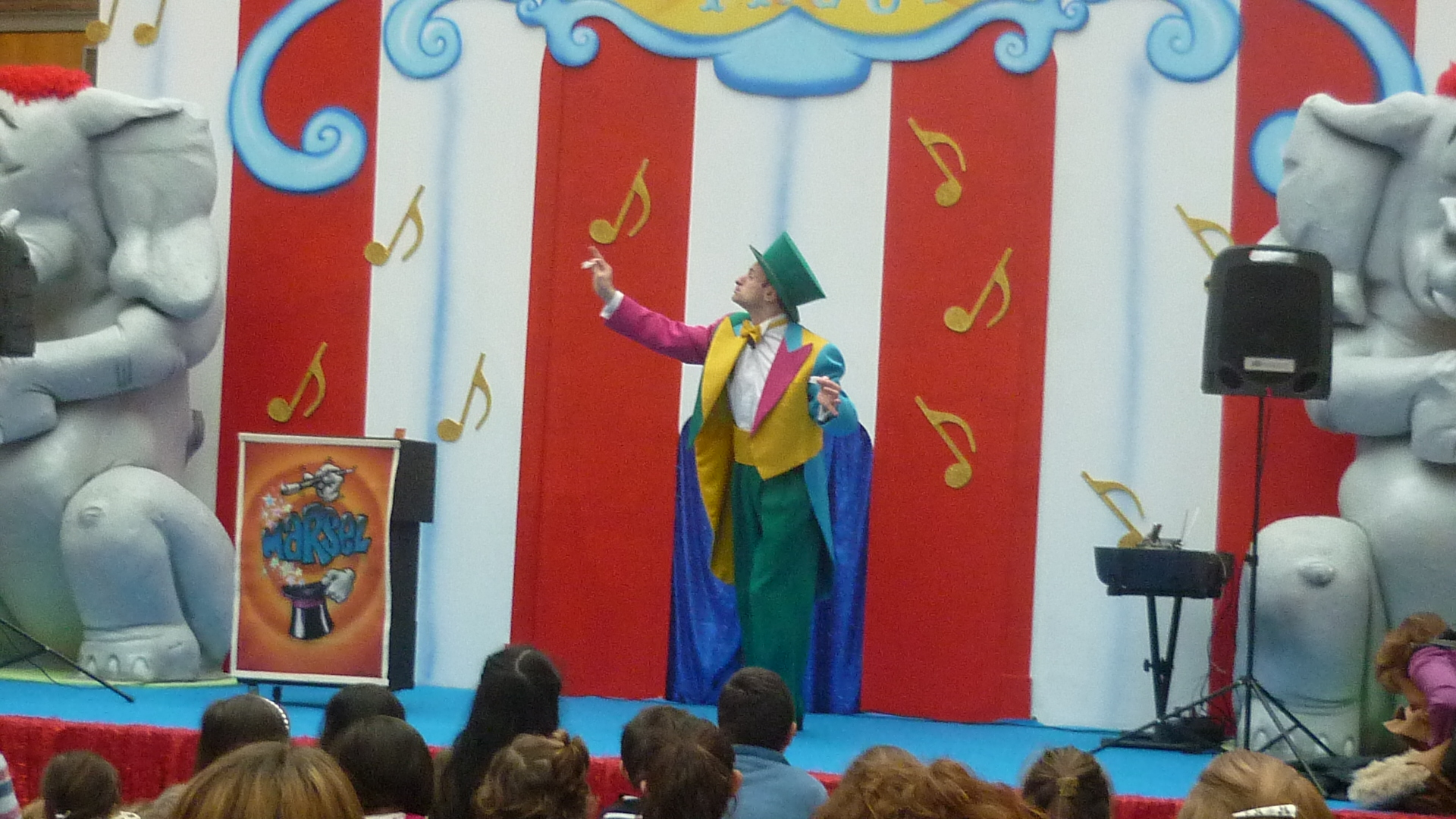
Ví dụ về một ảo thuật gia

Ảo thuật gia (tiếng Anh: Magician) là một nhân vật giải trí chuyên biểu diễn những trò ảo thuật, họ đánh lừa thị giác và tâm trí của khán giả cho mục đích biểu diễn của mình. Các ảo thuật gia đôi khi sẽ phải dùng đến đạo cụ, ví dụ như một bộ thẻ bài.
Những ảo thuật gia nổi tiếng nhất thế giới phải kể đến:
- Harry Houdini (người Mỹ gốc Hungary)
- David Copperfield (Mỹ)
- Jean-Eugène Robert-Houdin (Pháp)
- David Blaine (Mỹ)
- P. C. Sorcar (Ấn Độ)
- Doug Henning (Canada)